# Tablerowanie (macerowanie)
Tablerowanie (macerowanie) – proces obróbki surowego mięsa polegający na dokładnym wyrobieniu masy mięsnej wymieszanej razem z przyprawami. Tableruje się np. mięso przeznaczone na kotlety mielone, tatar czy też do wyrobu kiełbas.